# Соколята (присілок)
Соколя́та (рос. Соколята) — присілок у складі Артинського міського округу Свердловської області.
Населення — 113 осіб (2010, 196 у 2002).
Національний склад станом на 2002 рік: росіяни — 99 %.